# Josef Kobel
Josef Kobel (ur. 1903, zm. ?) – zbrodniarz nazistowski, członek załogi niemieckiego obozu koncentracyjnego Dachau, SS-Sturmmann.
Członek NSDAP od maja 1937. Od lipca 1944 do grudnia 1944 pełnił służbę jako strażnik w Friedrichshafen, podobozie KL Dachau, między innymi w zakładach Zeppelina. W grudniu 1944 uczestniczył w dwóch transportach więźniów (między innymi z Friedrichshafen do obozu Mittelbau-Dora). Następnie Kobel pełnił służbę wartowniczą w podobozie Überlingen do 23 kwietnia 1945 i brał również udział w ewakuacji tego obozu.
W procesie załogi Dachau (US vs. Josef Gombkoto i inni), który miał miejsce 31 października 1946 przed amerykańskim Trybunałem Wojskowym w Dachau skazany został na 3 lata pozbawienia wolności.